# داگا، بوتان
داگا (به لاتین: Daga) یک منطقهٔ مسکونی در بوتان (کشور) است که در Goshi Gewog واقع شده‌است.
 داگا  ۱,۱۴۶ نفر جمعیت دارد.